# Jodmethan
Jodmethan (též methyljodid nebo monojodmethan, zkratkou MeI) je organická sloučenina se vzorcem CH3I. Patří mezi halogenderiváty uhlovodíků, jeho molekula vychází z molekuly methanu, kde je jeden atom vodíku nahrazen atomem jodu. Za běžných podmínek má jodmethan podobu husté bezbarvé těkavé kapaliny mísitelné s organickými rozpouštědly. V malém množství vzniká přirozeně v rostlinách rýže. Využívá se v organické syntéze k methylaci. Kontroverzním rozhodnutím EPA v roce 2007 byl také schválen jako pesticid.

## Vlastnosti
Jodmethan je bezbarvá kapalina, relativně těkavá (teplota varu 41–43 °C). Rozpouští se v mnoha organických rozpouštědlech. Podobně jako mnoho jiných organojodidových sloučenin je potřeba ho uchovávat ve tmavých láhvích, protože se na světle rozkládá; uvolňovaný jod barví kapalinu purpurově. Komerční produkty mohou být stabilizovány měděným nebo stříbrným drátem.